# Pierre Vente
Pierre Vente (Verneuil-sur-Avre, 1722 - ?, 1793) est un libraire, imprimeur et relieur doreur français.

## Biographie

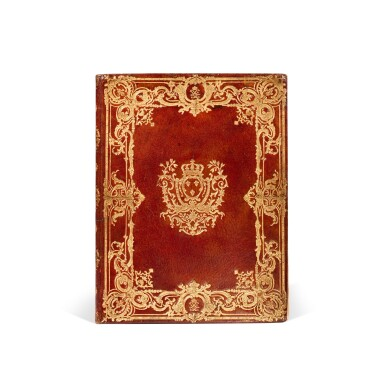
Porte-documents aux armes de Louis XV, reliure de Pierre Vente

Originaire de Verneuil-sur-Avre, fils de mercier, Pierre Vente débute à Paris comme garçon relieur. Il est nommé relieur des Menus Plaisirs de Roi en 1753, malgré son arrestation et emprisonnement à La Bastille quelques années auparavant pour avoir vendu des livres érotiques. Pierre Vente est autorisé à être libraire en 1764. Il a sa boutique au bas de la montagne Sainte-Geneviève.
Il exerce également un mandat de maire de Verneuil sous le règne de Louis XVI.
Bien que moins connu que Derome, Padeloup et Dubuisson, Pierre Vente est un relieur qui compte au XVIIIe siècle. Si l'on se réfère à la collection de la BNF, il a surtout relié des partitions et des livrets, qu'il était autorisé à vendre dans les théâtres aux heures des spectacles. On lui doit le porte-documents de Louis XV en maroquin aux armes acheté en novembre 2023 par le château de Versailles. Il contient encore des feuillets vierges, dont certains tachés d'encre parce qu'ils ont servi de buvard, ce qui indique qu'il était utilisé pour la correspondance. C'est le même fer qui a été utilisé par lui pour le Sacre et couronnement de Louis XVI, roi de France et de Navarre à Rheims, le 11 juin 1775, un ouvrage dont il était l'éditeur. Pierre Vente a aussi travaillé pour la famille royale.